# 루키우스 안티스티우스 부루스
루키우스 안티스티우스 부루스 (Lucius Antistius Burrus Adventus, 149년경–188년)는 2세기에 활동한 로마의 원로원의원이다. 그는 로마 황제 마르쿠스 아우렐리우스와 황후 소 파우스티나의 사위였다.
부루스는 아프리카 속주에 있는 히포 레기우스 인근 도시 티빌리스 출신의 원로원 가문 출생이었다. 부루스가 티빌리스에서 태어나고 자랐으며, 그의 가문은 아주 고대의 혈통을 지닌 가문은 아니었다. 그는 퀸투스 안티스티우스 아드벤투스 아퀼리누스 포스투무스와 노비아 크리스피나 사이에서 태어났다. 그의 어머니는 남편이 아라비아 페트라이아 총독으로 있던 시기로 추정되는, 그녀를 기념하는 명각을 통해 알려졌다.
네르바-안토니누스 왕조 시기에 퀸투스 안티스티우스 아드벤투스 (120년대 중순 출생)는 트리부누스 밀리툼, 레가투스, 법무관, 공공 건축물 관리관, 로마 제국의 여러 속주들의 총독 등을 두루두루 거쳤다.
마르쿠스 아우렐리우스가 죽기 전, 부루스는 황제의 막내 딸인 비비아 아우렐리아 사비나와 혼인하였고, 혼인 뒤에 둘은 티빌리스로 돌아와 정착하였다. 마르쿠스 아우렐리우스가 180년에 죽자, 아우렐리아 사비나의 오빠인 콤모두스가 아버지의 황제 자리를 이어받았다. 181년에 부루스는 직권 집정관직을 수행했다.
188년에, 안티스티우스 부루스는 콤모두스에 대하여 공모된 사건에 연루되었다. 이 암살 공모가 밝혀지면서, 안티스티우스 부루스는 사형에 처하였고 아내는 재혼하였으며 부루스 사이에서 자녀는 없던 것으로 보인다.

## 참고 문헌
- Albino Garzetti, From Tiberius to the Antonines: a history of the Roman Empire AD 14-192, 1974
- Anthony R. Birley, The Roman Government of Britain, Oxford University Press, 2005
- Anthony R. Birley, Marcus Aurelius, Routledge, 2000
- https://scholarsbank.uoregon.edu/xmlui/bitstream/handle/1794/4969/latin_literature.pdf?sequence=1
- http://thecorner.wordpress.com/2006/06/21/chapter-two-septimius-and-the-cursus-honorum/

| 공직                                                                   | 공직                           | 공직                                                                  |
| ---------------------------------------------------------------------- | ------------------------------ | --------------------------------------------------------------------- |
| 이전 가이우스 브루티우스 프라이센스 2선 섹스투스 퀸틸리우스 콘디아누스 | 집정관 181년 with 콤모두스 3선 | 이후 마르쿠스 페트로니우스 수라 마메르티누스 퀸투스 티네이우스 루푸스 |